# ذكاء مكاني للمدن
يشير مصطلح الذكاء المكاني للمدن إلى العمليات المعلوماتية والإدراكية، مثل جمع المعلومات ومعالجتها والتنبيه الفوري والتنبؤ، والتعلم، والذكاء الجماعي، وحل المشكلات الموزعة بشكل تعاوني، الذي يميز المدن «الذكية» أو «المدن» البارعة. ويتيح لنا مفهوم الذكاء توحيد المدينة الذكية والمدينة البارعة في ظل المجال المشترك للدراسة التي ترتكز على عمليات المعالجة التأسيسية. ويرمز التركيز على البعد «المكاني» إلى أن الفضاء والتكتل هما بمثابة شروط مسبقة لهذا النوع من الذكاء. ويشير المفهوم كذلك إلى زيادة انتشار واستخدام تكنولوجيا المعلومات والاتصالات (ICTs) والبيئات المؤسسية من أجل التوصل إلى العلوم والابتكارات والبنية التحتية المادية للمدن لزيادة القدرة على حل المشكلات بالمجتمع.

## الدوافع
يستند الذكاء المكاني للمدن إلى حل مشكلات الاتصالات والتعاون وتلك المدعومة بالكمبيوتر داخل البيئات الحضرية. ومع ذلك، قد نجد مفاهيم مختلفة بالأدب حول أصول الذكاء الحيزي ودوافعه.
- ويكمن ذكاء المدن في «مزيج تفاعلي متزايد من شبكات الاتصالات الرقمية (الأعصاب) والذكاء المضمن بشكل مطلق (العقول) وأجهزة الاستقبال والبطاقات (الأعضاء الحسية) والبرامج (المعرفة والكفاءة الإدراكية).» (Mitchel 2007).[1]
- يأتي ذكاء المدن من الشركاء والرأسماليين الاجتماعيين في تنظيم تطوير التقنيات والمهارات والتعلم وإشراك المواطنين في الاشتراك في المجتمعات الإبداعية ومشروع التجديد الحضري (دياكين وأولوينكل 2007) [2]
- وينشأ الذكاء المكاني للمدن من تكتل واندماج ثلاثة أشكال للذكاء: (1) الابتكارية والإبداعية والرأسمال الفكري بمجتمع المدينة، و (2) الذكاء الجماعي بمؤسسات المدينة والرأسمال الاجتماعي للابتكار و (3) الذكاء الاصطناعي لدى العامة والبنية التحتية الذكية واسعة الانتشار والبيئات الافتراضية والوكالات الذكية [3]

وباستخدام هذه القدرات والبنية التحتية الممزوجة من ناحية المكان تتمكن المدن من الاستجابة بفعالية للظروف الاجتماعية- الاقتصادية المتغيرة ومواجهة التحديات والتخطيط للمستقبل واستمرارية رخاء المدن وتحسينها.

## الأنظمة الأساسية والتقنيات
يعد الذكاء الجماعي هو الدافع الرئيسي بالذكاء المكاني للمدن. وتعمل الشراكات والأنظمة الأساسية للتعاون والشبكات الاجتماعية على إثراء تطور التقنيات والمهارات والتعلم وإشراك المدن للاشتراك في المشاركة الإبداعية بالمجتمع.
وقد وفرت وسائط التواصل الاجتماعي طبقة التقنية لتنظيم الذكاء الجماعي مع أنظمة أساسية هائلة لتحديد المصادر والخلاصات وتعاون الويب وغيرها من الوسائل الأخرى لحل مشكلات التشارك. وتظل تقنيات الإعلام والأنظمة الأساسية التعاونية الأدوات الرئيسية لتمكين الذكاء المكاني.
ومع ذلك، يبرز التحول الأخير تجاه المدن الصغيرة طريقًا آخر للذكاء المكاني. ويدعم تقدم تقنيات الإنترنت الخدمات المستندة إلى الشبكات السحابية وإنترنت (IoT) وواجهات مستخدم العالم الحقيقي واستخدام الهواتف الذكية والأمتار الذكية وشبكات أجهزة الاستقبال وتعريفات التردد الإشعاعي (RFIDs) والاتصالات الأكثر دقة التي تستند إلى الويب الشامل وفتح آفاق جديدة للإجراء الجماعي وحل المشكلات بشكل تعاوني. وتعمل مدينة سانتاندر، على سبيل المثال في إسبانيا الشمالية التي بها 20000 جهاز استقبال تربط المباني والبنية التحتية والنقل والشبكات والمرافق، على توفير مساحة مادية لإجراء التجارب والتحقق من وظائف IoT مثل بروتوكولات التفاعل والإدارة وتقنيات الأجهزة وخدمات الدعم مثل الاكتشاف وإدارة الهوية والأمان (Schaffers et al. 2011) 
تعمل المدن الذكية بمساعدة الأدوات والاتصالات الداخلية بأجهزة الجوال وأجهزة الاستقبال التي تقوم بتجميع البيانات الحقيقية وتحليلها على تحسين إمكانية التنبؤ بالتدفقات الحضرية وإدارتها والمضي قدمًا بذكاء المدينة. (Chen-Ritzo, Harrison, Paraszczak, and Parr 2009) 

## حالات رائدة
يتم إدراج أغلب الإستراتيجيات والإنجازات المرتبطة بذكاء المدن المكاني في منتدى المجتمع الذكي من عام 1999 إلى 2010 بمدن سيون (كوريا الجنوبية) واستكهولوم (السويد) ومنطقة جانجنام بسيول (كوريا الجنوبية) ومدينة ووترلو (أونتاريو، كندا) وتايبي (تايوان) وميتاكا (اليابان) وجلاسجو (اسكتلندا، المملكة المتحدة) وكالجاري (ألبرتا، كندا) وسيول (كوريا الجنوبية) ونيويورك (الولايات المتحدة الأمريكية) ولاجرانج (جورجيا، الولايات المتحدة الأمريكية) وسنغافورة والتي عرف عنها مجهوداتها في تنمية شبكات نطاق ترددي ونظم بيئية ابتكارية تتضمن استمرارية الخدمات الإلكترونية والنمو والتضمين.

## وصلات خارجية
- Smarter Cities Home Page
- Intelligent City Forum